# Rebellion Racing

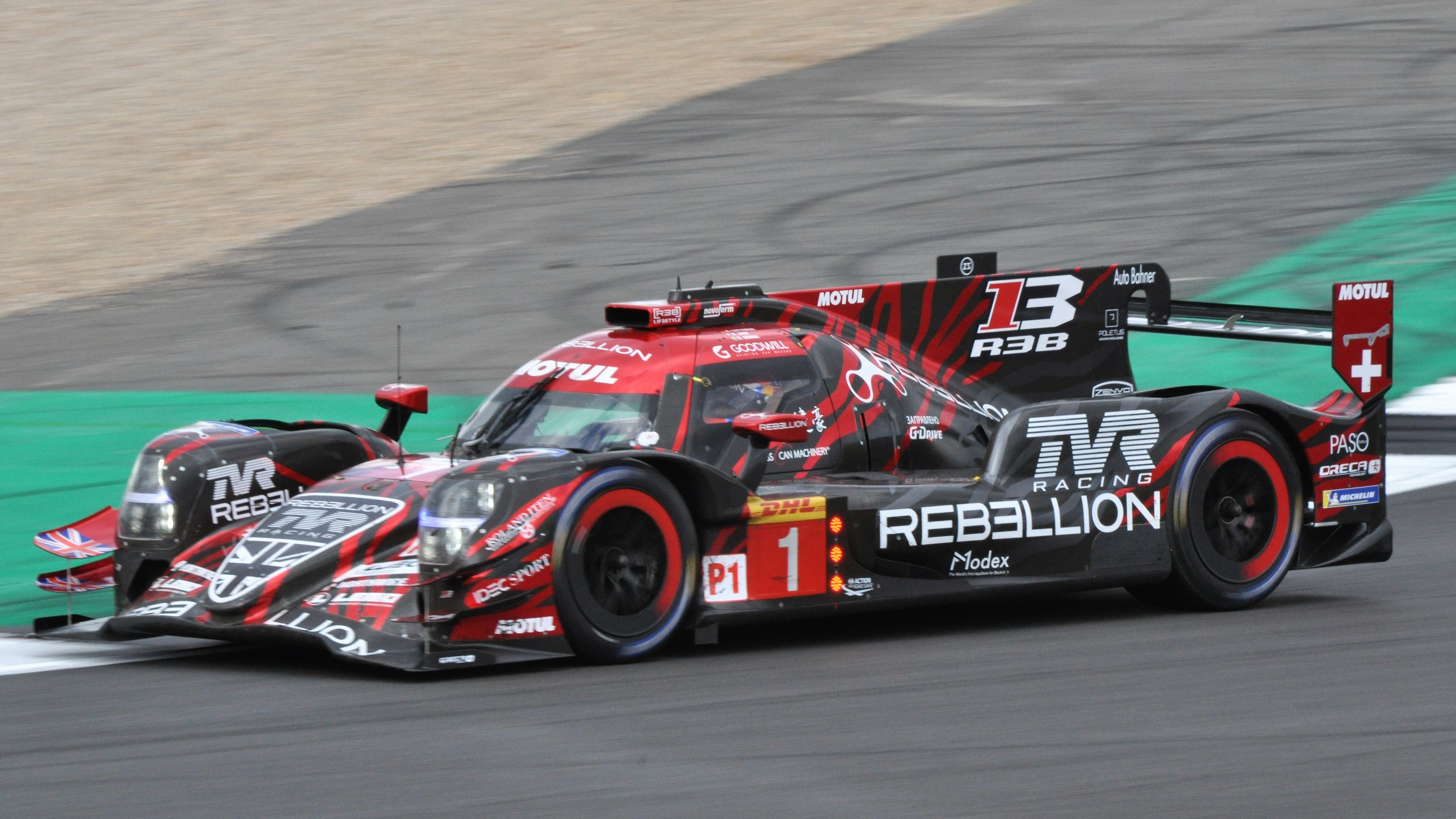
Ein Rebellion R13

Rebellion Racing ist ein ehemaliges Schweizer Rennteam, das bei Langstreckenrennen teilnahm, der letzte Teamchef war Alexandre Pesci und der Manager war Bart Hayden. Das Team gewann 2011 in der Le Mans Series den Gesamtsieg der LMP1-Klasse. Von 2012 bis 2016 gewann man die FIA Endurance Trophy für private LMP1-Teams in der FIA-Langstrecken-Weltmeisterschaft, von 2017 gewann man die LMP2-Wertung. Bis einschließlich 2020 trat das Team mit zwei Fahrzeugen bei der FIA-Langstrecken-Weltmeisterschaft an.

## Entwicklungsgeschichte

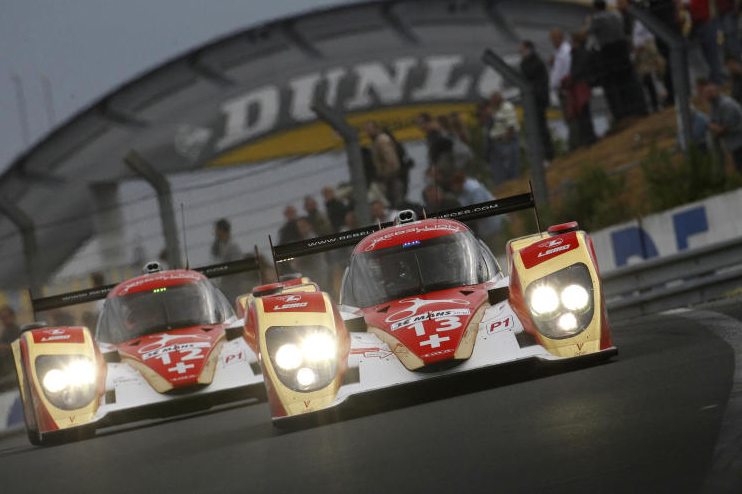
Zwei Rebellion Racing Lola B10/60 Prototypen beim 24-Stunden-Rennen von Le Mans 2011

Das Speedy Racing Team, eigentlich Speedy Racing - Team Sebah war Vorgänger des Schweizer Rennteams Rebellion Racing. Im Jahr 2010 verkündete das Team, fortan unter den Namen Rebellion Racing an der Le Mans Series teilzunehmen. Der Schweizer Uhrenhersteller Rebellion fungierte als Hauptsponsor und Namensgeber des Teams.
Am 13. Februar 2020 gab die Teamleitung von Rebellion Racing bekannt, den Rennbetrieb nach dem 24-Stunden-Rennen von Le Mans 2020 einzustellen.

## Renngeschichte
2011 bestätigten Rebellion Racing und Toyota Motorsport GmbH aus Köln ihre Pläne für eine Partnerschaft, Rebellion Racing durfte exklusiv den, von Toyota RV8KLM genannten 3,4-l-V8-Motor in ihren Prototypen verbauen. Im Oktober 2010 wurden die beiden Rebellion-Racing-Lola-LMP1-Autos, Typ Lola B10/60 mit Toyota-Motoren fertiggestellt. Kurz darauf folgten Tests in Portimão und Monteblanco. Das Auto mit der Nummer 12 fuhren der Schweizer Neel Jani und der Franzose Nicolas Prost, das Auto mit der Nummer 13 der Italiener Andrea Belicchi und der Franzose Jean-Christophe Boullion. Das Team nahm an der kompletten Le Mans Series 2011 teil und gewann den LMP1-Team-Titel mit 51 Punkten, einem Punkt vor dem Pescarolo Team. Beim 24-Stunden-Rennen von Le Mans 2011 belegte das Auto mit der Nummer 12, das vom achten Platz gestartet war, Platz sechs, Es war das schnellste Auto mit einem Benzinmotor. Der dritte Fahrer war der Niederländer Jeroen Bleekemolen. Der Wagen mit der Nummer 13, der vom zehnten Platz gestartet war, schied nach 190 Runden aus. Dritter Fahrer war der Brite Guy Smith.

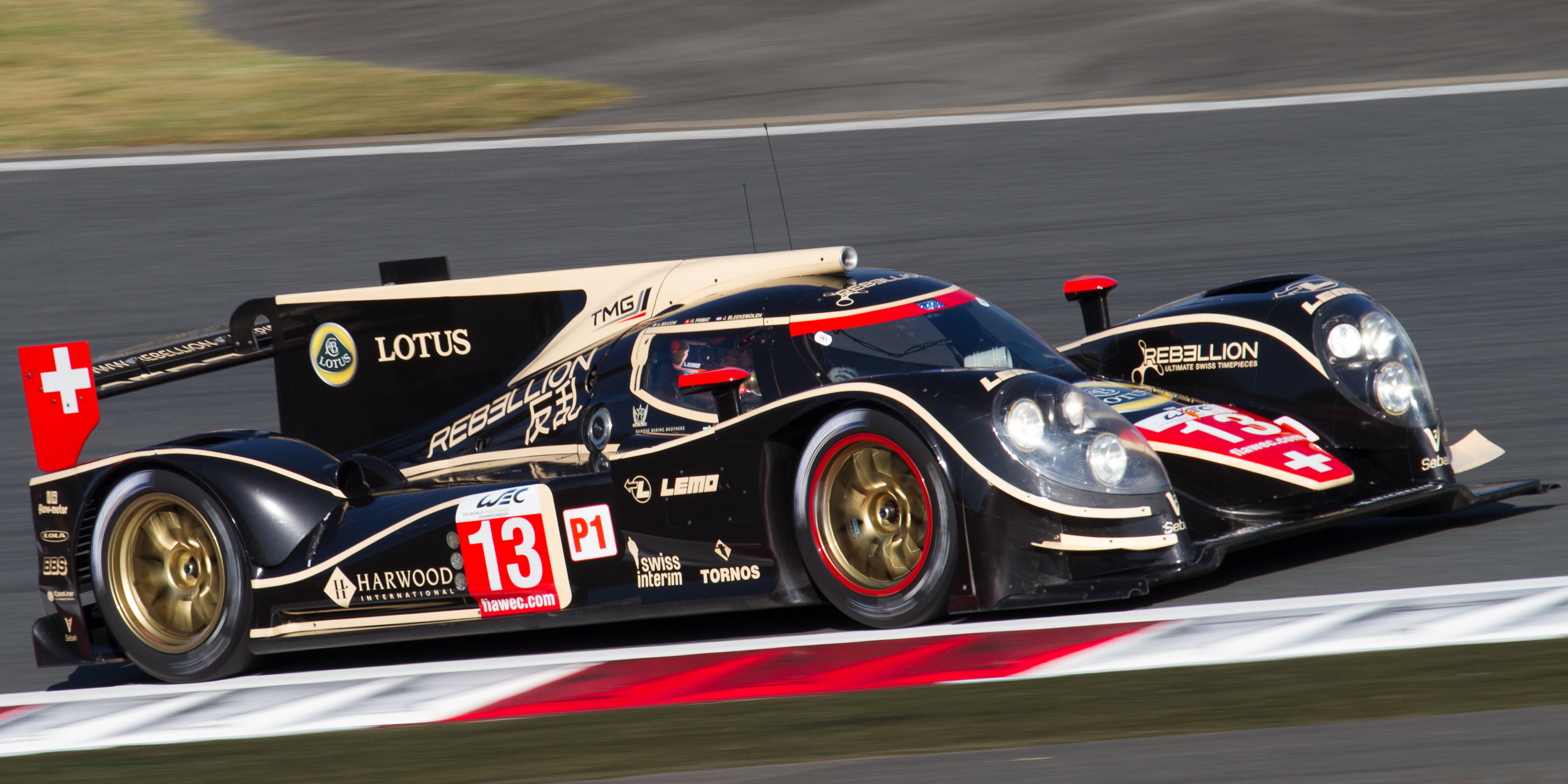
Ein von Rebellion Racing eingesetzter Lola B12/60 in den Farben von Lotus

Am 1. Februar 2012 stand der Deutsche Nick Heidfeld als dritter Fahrer der Nummer 12 fest, neu bei der Nummer 13 waren der Niederländer Jeroen Bleekemolen und der Schweizer Harold Primat. Das Team wechselte das Fahrzeug und trat mit dem Lola B12/60 an, der Prototyp hat seit 2012 die Farben von Lotus: Schwarz und Gold. Rebellion gewann in der neu geschaffenen FIA-Langstrecken-Weltmeisterschaft die Auszeichnung für das bestplatzierte private LMP1-Team. Beim 24-Stunden-Rennen von Le Mans 2012 klassierte sich das Auto mit der Nummer 12, das vom achten Platz gestartet war, auf dem vierten Platz hinter drei Audis. Es war wie im Vorjahr das schnellste Auto mit einem Benzinmotor. Die von Platz neun gestartete Nummer 13 fuhr auf den elften Platz. Das Team nahm auch am Petit Le Mans, dem Saisonfinale der American Le Mans Series teil, welches man mit der ersten Gesamtposition gewann.
Zur Saison 2013 der FIA-Langstrecken-Weltmeisterschaft blieben die Fahrer der Nummer 12 unverändert. Mit der Nummer 13 fuhren neu neben Andrea Belicchi der Chinese Congfu Cheng und der Schweizer Mathias Beche. Rebellion gelang die Verteidigung der FIA Endurance Trophy für private LMP1-Teams, dies als einziges Team, das alle Saisonläufe der WEC in dieser Kategorie bestritt. Beim 24-Stunden-Rennen von Le Mans 2013 hatte das Team viel Pech: Bei schwierigen Bedingungen verursachte Andrea Belicchi mit dem Auto Nummer 13 einen schweren Unfall, bei dem er sich verletzte. Auto Nummer 13 belegte Platz sieben in der LMP1-Wertung, Auto Nummer 12 Platz acht. Letzteres Auto mit dem stärker einzuschätzenden Fahrertrio stand aufgrund von Vibrationen im Auto lange Zeit in der Box. Beide Autos wurden nach den Zwischenfällen nur noch auf die letzte Runde geschickt, um gewertet zu werden und WM-Punkte zu erhalten. In diesem Jahr nahm das Team an ausgewählten Rennen der American Le Mans Series teil und konnte den Gesamtsieg des Vorjahres beim Petit Le Mans wiederholen.

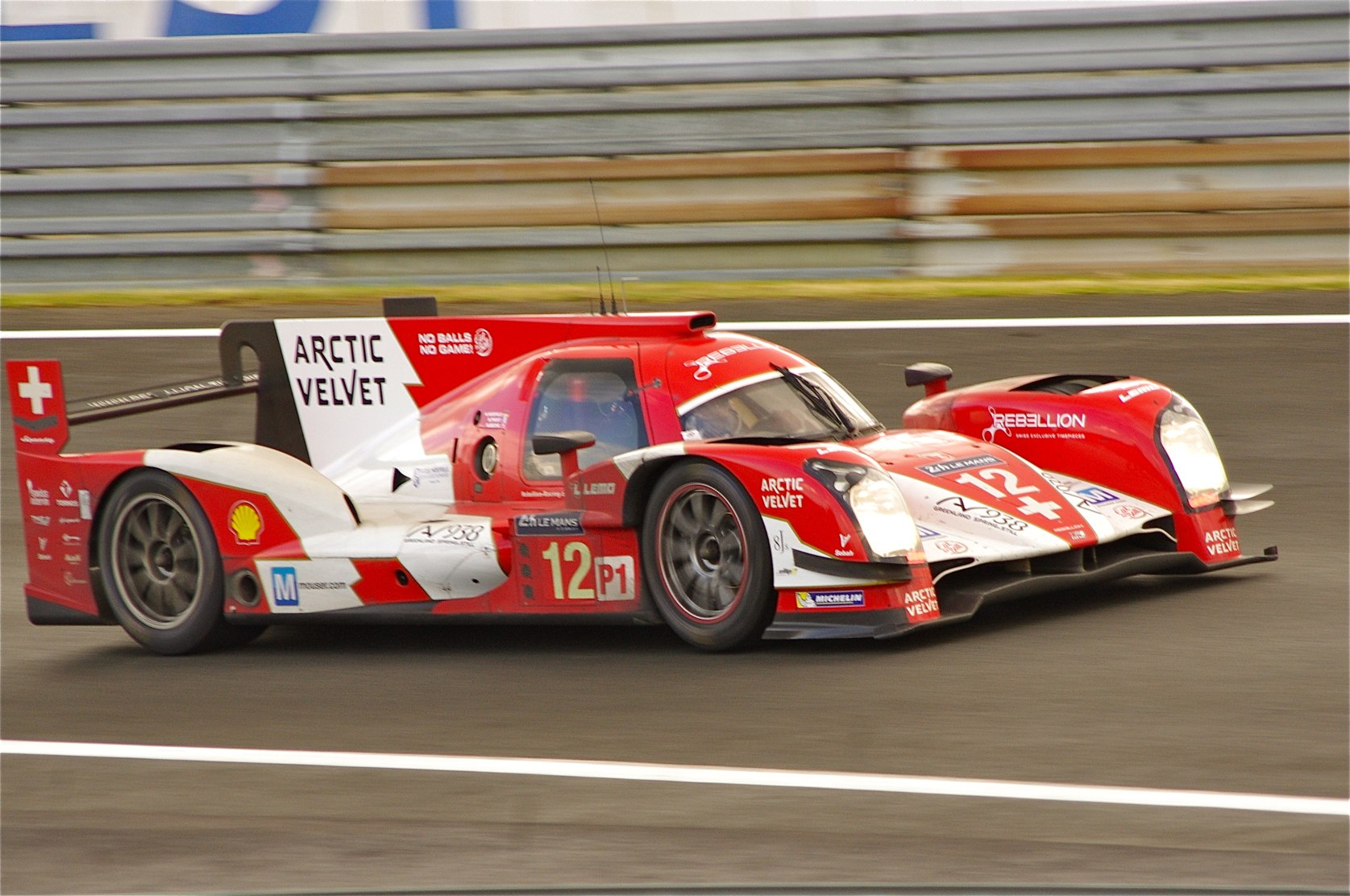
Ein Rebellion R-One beim 24-Stunden-Rennen von Le Mans 2014

Im Juni 2013 wurde bekannt gegeben, dass Rebellion in der Saison 2014 mit einem gemeinsam mit Oreca entwickelten LMP1-Fahrzeug namens R-One weiter an der FIA-Langstrecken-Weltmeisterschaft teilnehmen wird. Auf Motorenseite blieb die Zusammenarbeit mit der Toyota Motorsport GmbH bestehen. Der Rollout des Fahrzeugs war für Mitte März 2014 vorgesehen das Renn-Debüt erfolgte beim 6-Stunden-Rennen von Spa-Francorchamps.
Das Team gewann erneut die FIA Endurance Trophy für private LMP1-Teams, beim 24-Stunden-Rennen von Le Mans 2014 belegte das Fahrzeug mit der Nummer 12 und den Fahrern Nicolas Prost, Nick Heidfeld und Mathias Beche die vierte Gesamtposition.
Zur Saison 2015 der FIA-Langstrecken-Weltmeisterschaft wechselte das Team den Motorenpartner da Toyota das LMP1-Kundenprogramm einstellte. Statt Toyota wurden nun Motoren der britischen Firma Advanced Engine Research verwendet. Durch diesen Wechsel verpasste das Team allerdings die ersten beiden Saisonläufe, konnte aber trotzdem wieder die FIA Endurance Trophy für private LMP1-Teams gewinnen. Das 24-Stunden-Rennen von Le Mans 2015 verlief nicht zufriedenstellend für das Team, die beiden Fahrzeuge belegten nur die Positionen 18 und 23.
Erneut konnte Rebellion Racing im Jahr 2016 die FIA Endurance Trophy für private LMP1-Teams gewinnen. Beim 24-Stunden-Rennen von Le Mans 2016 plagten starke Probleme das Rennteam, das Fahrzeug mit der Nummer 13 wurde nicht klassiert und das Schwesterfahrzeug mit der Nummer 12 erreichte nur den 29. Gesamtplatz. Am Ende des Jahres gab man bekannt, die LMP1-Klasse zu verlassen und 2017 in der LMP2 zu starten.
Am Anfang des Jahres 2017 nahm das Rennteam mit einem Oreca 07 beim 24-Stunden-Rennen von Daytona teil, Motorenpartner war das britische Unternehmen Gibson Technology. Das Team konnte seiner Favoritenrolle nicht gerecht werden und erreichte nur Platz 30 nach technischen Problemen. Zur Saison 2017 startete das Rebellion Racing Team in der LMP2 Klasse der FIA-Langstrecken-Weltmeisterschaft. Das Team nahm unter den Namen Vaillante Rebellion teil, der Name war Teil einer Partnerschaft und soll an die Comic-Figur Michel Vaillant erinnern. Dem Rennteam gelang es die Gesamtwertung der LMP2-Klasse zu gewinnen, beim 24-Stunden-Rennen von Le Mans 2016 erreichte man die 16. Gesamtposition.
Durch einige Regeländerungen, die private Teams in der LMP1-Klasse konkurrenzfähiger machen sollten, nahm das Rennteam zur sogenannte „Supersaison“ 2018/2019 wieder in der LMP1-Klasse der Langstrecken-Weltmeisterschaft teil. Von Oreca ließ das Rennteam einen neuen Prototyp auf Basis des LMP2-Fahrzeuges, entwickeln. Motorenpartner blieb Gibson Technology die einen GL458 genannten 4,5-l-V8-Motor zur Verfügung stellten. Beim 6-Stunden-Rennen von Silverstone 2018 gelang dem Team der erste Sieg eines Privatteams bei einem Rennen der Langstrecken-Weltmeisterschaft. Im Jahr 2019 gelang Rebellion Racing der erste Saisonsieg bei den 4 Stunden von Shanghai, bei dem man die beiden (durch Erfolgsballast eingebremsten) Werks-Toyota TS 050 Hybrid schlagen konnte.